# Парламентські вибори у Вірменії 2021
Позачергові парламентські вибори відбулися у Вірменії 20 червня 2021 року. Спочатку вибори були призначені на 9 грудня 2023 року, але були перенесені через тривалу політичну кризу у Вірменії після Другої карабаської війни та спроби перевороту в лютому 2021 року.
Прем'єр-міністр з 2018 року Нікол Пашинян подав у відставку в квітні 2021 року, після чого 10 травня були розпущені Національні збори Вірменії сьомого скликання. Пашинян продовжував виконувати обов'язки прем'єр-міністра до проведення виборів. Правляча партія «Громадянський договір», очолювана Пашиняном, набрала 53,97 % голосів виборців і отримала 72 місця, що становить більшість в парламенті. Опозиційна група «Альянс Вірменія» посіла друге місце з 27 місцями, а блок «У мене є честь» отримав 6 місць. Жодна інша партія або блок не досягли порогу голосів, необхідного для отримання місця. Опозиція заявила про фальсифікації під час виборів, в той час як ОБСЄ оцінила вибори як «в цілому позитивні».

## Передумови
Після шести тижнів війни з Азербайджаном 9 листопада 2020 року прем'єр-міністр Пашинян, президент Азербайджану Ільхам Алієв і президент Росії Володимир Путін досягли і підписали угоду про припинення вогню. Після оголошення цієї угоди в Єревані спалахнули бурхливі протести, Національні збори були навіть взяті штурмом, а його спікер Арарат Мірзоян був побитий розлюченим натовпом.
Пашинян зіштовхнувся з постійними закликами до відставки і масовими мітингами з вимогою піти у відставку. 25 лютого 2021 року начальник Генерального штабу Збройних сил Вірменії Онік Гаспарян і понад 40 інших високопоставлених генералів зажадали відставки Пашиняна, що він назвав спробою державного перевороту, викликавши політичну кризу, що закінчилася відставкою Гаспаряна.
25 квітня 2021 року Пашинян оголосив про свою офіційну відставку, що призвело до розпуску Національних зборів і призначення дострокових виборів на 20 червня того ж року.

## Виборча система
Члени однопалатних Національних зборів обираються за партійними списками на основі пропорційного представництва. Кількість місць становить не менше 101, при необхідності виділення додаткових місць кількість збільшується. Місця розподіляються за методом Д'Ондта з виборчим порогом в 5 % для партій і 7 % для багатопартійних блоків. Однак в парламент проходять мінімум три політичні групи, незалежно від результатів третьої за результативністю партії або блоку.
Місця розподіляються між партіями відповідно до їхніх часток голосів по країні. Чотири місця зарезервовані для національних меншин (ассирійців, курдів, росіян і єзидів), причому партії мають окремі списки для цих чотирьох груп. Гендерна квота вимагає, щоб будь-яка верхня частина партійного списку включала не менше 33 % кандидатів кожної статі.
Якщо одна партія отримує більшість місць, але менше 54 %, їй будуть надані додаткові місця, що дасть їй 54 % від загальної кількості. Якщо одна партія отримує понад дві третини місць, партії, що програли, однак які подолали поріг, отримують додаткові місця, зменшуючи частку місць партії, що перемогла, до двох третин. Якщо уряд не буде сформовано протягом шести днів після оприлюднення попередніх результатів, на 28-й день має відбутися другий тур виборів між двома провідними партіями. Партія, яка перемогла в другому турі, отримає додаткові місця, необхідні для отримання більшості в 54 %, при цьому всі місця, отримані в першому турі, зберігаються.

## Пандемія COVID-19
Зіштовхнувшись з пандемією COVID-19 в Вірменії, уряд не здійснив жорстких заходів. Виборчий кодекс не передбачає голосування поштою або дострокового голосування, працівники виборчих дільниць повинні забезпечити носіння масок, а уряд закупив 2,6 мільйона ручок, щоб виборці могли користуватися лише своєю особистою ручкою.

## Розклад
Партії та партійні блоки, що брали участь у виборах, повинні були подати заяви з усіма підтверджуючими документами до 18:00 26 травня. Виборчі списки політичних партій і партійних блоків були зареєстровані до 31 травня.
Офіційна виборча кампанія проходила з 7 по 18 червня. Голосування проходило 20 червня з 8 ранку до 8 вечора.

## Політичні сили
Чотири блоки і 23 партії подали документи до Центральної виборчої комісії (ЦВК) Вірменії для реєстрації на виборах. Це значне зростання числа конкуруючих партій, поскільки на парламентських виборах, що відбулися двома роками раніше, брали участь лише дев'ять партій і два блоки. Декілька партій і всі блоки були створені 2020 або 2021 року після поразки Вірменії в Другій карабаській війні. У виборах брали участь чотири блоки і 21 партія.

## Відмова від участі або не були зареєстровані
Партія Християнсько-демократичного відродження вирішила відкликати свою заявку на участь у виборах в якості незалежного учасника; замість цього партія братиме участь у виборах в складі блоку демократів Шириняна-Бабаджаняна.
7 червня лідер партії «Вірменські орли — Єдина Вірменія» заявив, що його партія припиняє свою виборчу кампанію і не братиме участі у виборах. Він закликав скасувати вибори взагалі, поки прикордонні райони Вірменії не будуть звільнені від азербайджанської окупації.

## Підтримка
Вірменський національний конгрес
- Карен Матевосян, мистецтвознавець, дослідник Матенадарану[22]

Альянс Вірменія
- Карен Карапетян, колишній прем'єр-міністр і мер Єревану[23]
- Онік Гаспарян, начальник Генерального штабу Збройних сил Вірменії[24]
- Віталій Баласанян, секретар «Ради національної безпеки» Нагірного Карабаху[25]
- Геворг Даніелян, колишній голова Вищої судової ради[26]
- Самвел Дарбінян, колишній мер Ванадзору[27]
- Татул Манасерян, економіст, колишній депутат[26]
- Размік Давоян, поет[26]
- Сірушо, співачка[28]
- Нерсік Іспірян, співак[26]
- Левон Джавахян, письменник[26]
- Меружан Тер-Гуланян, письменник[26]
- Ашот Мелконян, історик, голова Інституту історії Академії наук Вірменії[26]
- Мартін Вардазарян[29]

Блок «У мене є честь»
- Мікаєл Мінасян, колишній посол Вірменії у Ватикані[30]

Світла Вірменія
- Гарік Мартиросян, російський/вірменський артист, комік, телеведучий, актор і співак[31]

## Іноземні місії спостерігачів за виборами
Вісім спостережних місій, в тому числі від ОБСЄ/БДІПЛ і СНД, зареєструвалися для спостереження за виборами. В цілому 250 короткострокових спостерігачів прибули від БДІПЛ, і 70 спостерігачів з країн СНД стежили за виборами.
На парламентських виборах 2018 року було 8 місій зі спостереження, а на парламентських виборах 2017 року — 6 місій.

## Результати
Увечері 20 червня глава Центральної виборчої комісії Тигран Мукучян оголосив попередні результати: партія Пашиняна «Громадянський договір» лідирує з 58,5 % голосів і 72 місцями в Національних зборах, що на 16 місць менше, ніж 2018 року, в той час як «Альянс Вірменія» колишнього президента Роберта Кочаряна отримала 18,8 % і 27 місць. Третьою політичною силою став блок «У мене є честь» з 5,23 відсотками і 6 місцями.
Виконуючий обов'язки прем'єр-міністра Нікол Пашинян заявив про перемогу на дострокових виборах, але одразу блок Кочаряна заперечив ці результати, заявивши, що не визнає їх до тих пір, поки не будуть усунуті ймовірні порушення під час голосування. Тим часом Тигран Мукучян заявив, що «в цілому вибори пройшли відповідно до законодавства країни».
Президент Армен Саркісян закликав своїх співвітчизників до миролюбства, оскільки неприпустимо «переходити політичні і моральні межі, загострювати ситуацію і розпалювати ненависть і ворожнечу».
21 червня Центральна виборча комісія підтвердила результати; «Громадянський договір» виразно здобув 53,96 відсотка голосів і 72 місця, блок «Вірменія» — 21,06 відсотка голосів і 27 місць, а блок «У мене є честь» залишився з 5,23 відсотками голосів, які були враховані як попередні результати.
22 червня Кочарян заявив в інтерв'ю, перед обличчям припущень про те, що обрані депутати від блоку «Вірменія» не приймуть посади в спробі бойкотувати парламент, що, на його думку, вони повинні прийняти їх, але «я не бачу себе в парламенті, тому що я більше виконавча влада». У той же час він підтвердив, що найближчим часом блок надасть до Конституційного суду звіт, який доводить наявність порушень виборчої процедури. Він також визнав, що причиною його поразки могла стати відсутність роботи під час кампанії в сільській місцевості.

## Реакція
Прессекретар Кремля Дмитро Пєсков сказав, що Пашинян здобув «переконливу перемогу».
Голова Європейської Ради Шарль Мішель сказав: «Сердечно вітаю Нікола Пашиняна з перемогою на виборах. ЄС підтримує Вірменію в справі поглиблення реформ. Ми також готові і далі підтримувати регіональну стабілізацію і всеосяжне врегулювання конфлікту».
Організація з безпеки і співробітництва в Європі в своїй заяві зазначила, що вибори були «конкурентними і в цілому добре керованими в короткі терміни». Спостерігачі ОБСЄ відзначили, що вони «характеризувалися сильною поляризацією і були затьмарені все більш підбурювальною риторикою серед основних учасників», але оцінили день виборів і підрахунок голосів «в цілому позитивно».
Держдепартамент США опублікував заяву для преси, в якій привітав вірменський народ і визнав, що «права людини і основні свободи виборців в цілому дотримувалися, учасники виборів могли вільно вести передвиборну кампанію, і що БДІПЛ оцінило підрахунок голосів в день виборів як позитивний». Він також закликав «поважати результати цих виборів після їх підтвердження, використовувати законний процес розгляду скарг з приводу виборів для вирішення проблемних питань і уникати політичних репресій».